# ليه هايت
ليه هايت (بالإنجليزية: Les Hite)‏ هو عازف جاز أمريكي، ولد في 13 فبراير 1903، وتوفي في 6 فبراير 1962 في سانتا مونيكا في الولايات المتحدة.

## وصلات خارجية
- ليه هايت على موقع ميوزك برينز (الإنجليزية)
- ليه هايت على موقع أول ميوزيك (الإنجليزية)
- ليه هايت على موقع ديسكوغز (الإنجليزية)